# Personát
Personát (ital. Personato) označuje pozici v personálním složení kapituly kolegiátní nebo katedrální. Je odlišná od pozice kapitulní dignity a kanonikátu. Není přímo definovaná v současném Kodexu kanonického práva z roku 1983, zná ji však starší kanonická tradice. Zahrnuje:
- úřad
- výsadní postavení (ital. Prerogativa di onore)